# 聖加西彌祿教堂 (華沙)

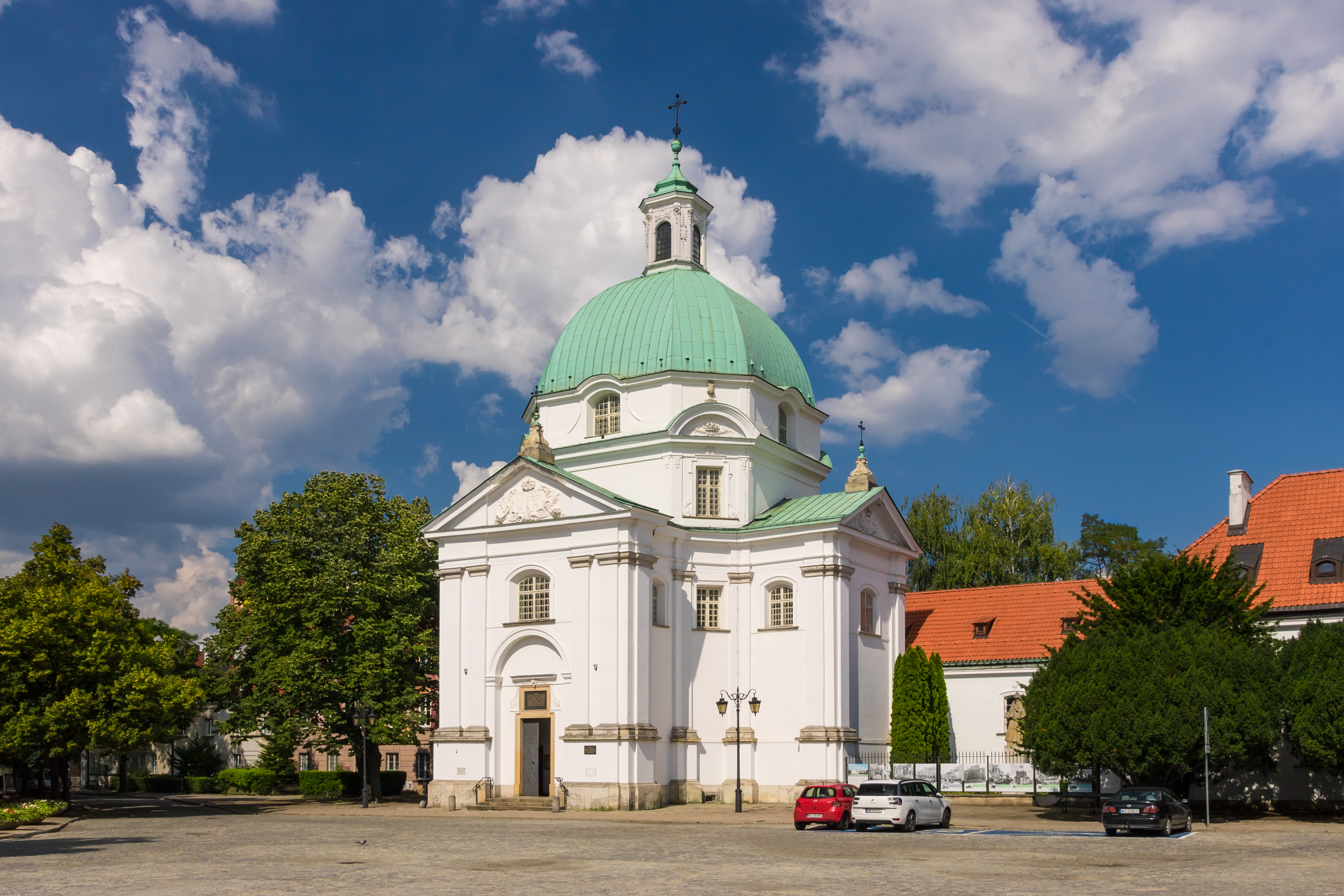
聖加西彌祿教堂

聖加西彌祿教堂（波蘭語：Warszawski kościół Sakramentek pod wezwaniem św. Kazimierza）是波蘭首都華沙的一座羅馬天主教的教堂，位於華沙新城區。教堂原本是一座宮殿，在1688年被改建為教堂。在華沙起義期間，教堂曾被用作醫院，因此遭到了德軍的猛烈轟炸。教堂在1947年至1953年期間得到重建。